# Uncertain Future
Uncertain Future é um álbum da banda Forced Entry, lançado em 1989 pela Combat Records.

## Faixas
1. "Bludgeon" - 4:34
2. "Kaleidoscope of Pain" - 4:20
3. "A Look Through Glass" - 4:06
4. "Anaconda" - 4:39
5. "Octoclops" - 4:57
6. "Unrest They Find" - 5:12
7. "Morgulon" - 5:12
8. "Foreign Policy" - 5:02

## Músicos
- Tony Benjamin - vocal e baixo
- Brad Hull - vocal e guitarra
- Colin Mattson - bateria